# Філпішу-Маре
Філпішу-Маре (рум. Filpișu Mare) — село у повіті Муреш в Румунії. Входить до складу комуни Бряза.
Село розташоване на відстані 282 км на північний захід від Бухареста, 23 км на північ від Тиргу-Муреша, 75 км на схід від Клуж-Напоки, 145 км на північний захід від Брашова.

## Населення
За даними перепису населення 2002 року у селі проживали 869 осіб.
Національний склад населення села:
| Національність | Кількість осіб | Відсоток |
| -------------- | -------------- | -------- |
| румуни         | 406            | 46,7%    |
| угорці         | 234            | 26,9%    |
| цигани         | 229            | 26,4%    |

Рідною мовою назвали:
| Мова      | Кількість осіб | Відсоток |
| --------- | -------------- | -------- |
| румунська | 456            | 52,5%    |
| угорська  | 232            | 26,7%    |
| циганська | 181            | 20,8%    |